# Daniil Fomin
Daniil Dmitriyevich Fomin (Tijoretsk, Rusia, 2 de marzo de 1997) es un futbolista ruso. Juega de centrocampista y su equipo es el FC Dinamo Moscú de la Liga Premier de Rusia.

## Selección nacional
Debutó con la selección absoluta de Rusia el 11 de octubre de 2020 en el partido de Liga de Naciones de la UEFA 2020-21 contra Turquía que empataron a 1.

## Clubes
| Club                          | País  | Año       |
| ----------------------------- | ----- | --------- |
| FC Krasnodar-2                | Rusia | 2015-2019 |
| FC Nizhni Nóvgorod (préstamo) | Rusia | 2017-2019 |
| FC Ufa                        | Rusia | 2019-2020 |
| FC Dinamo Moscú               | Rusia | 2020-     |